# Эншент-хаус (Ипсуич)
Эншент-хаус (англ. Ancient House), также известный как Спарроуз-хаус (англ. Sparrowes House) — здание I класса в городе Ипсуич в Англии, то есть здание, представляющее особый интерес. Дом построен в конце XIV века в тюдоровском стиле. Находится в районе Баттермаркет. В 1980 году здание было приобретено мэрией города Ипсуич.
Фасад дома покрыт орнаментной штукатуркой и деревянной резьбой. Четыре панели из орнаментной штукатурки демонстрируют познание о мире, бытовавшее во время правления Тюдоров. На них изображены континенты Азия, Америка, Африка и Европа. Африка представлена голым мужчиной, держащим копье, Азия — лошадью и зданием мечети, Европа — женщиной с лошадью и замком и Америка — человеком с собакой у его ног.
Современный фасад дома был создан его владельцем Робертом Спарроу в 1660—1670 годах. Тогда же над входом появился Королевский герб Карла II со словами на старо-французском языке, которые переводятся, как «Позор тому, кто думает о зле». Эти слова являются девизом Ордена Подвязки.
Самое раннее упоминание в источниках о доме относится к XIV веку, когда он принадлежал рыцарю Ричарду из Мартлешама. В XVI веке хозяевами здания стали местные торговцы, один из которых, Джордж Коппинг, торговец мануфактурой и рыбой, приобрёл здание в 1567 году. Именно Коппинг заказал и установил панели на фасаде дома. Он также построил «длинную галерею». Семья Спарроу приобрела дом в 1603 году и владела им в течение следующих трёх столетий. Эта семья устроила в доме тайную комнату, бывшую местом молитв католиков во времена гражданских войн. По преданию, после поражения в битве при Вустере в этой комнате нашёл убежище сам король Карл II. Последнее вряд ли соответствует истине, поскольку город Ипсуич находится на солидном расстоянии от каждого места, в котором, как достоверно известно, король был. Скрытая же молитвенная комната свидетельствует о репрессиях против католиков в то время.
Ныне дом принадлежит мэрии города Ипсуич и сдан в аренду компании Лейкленд, владеющей сетью ресторанов. На чердаке здания располагается небольшая художественная галерея, в которой периодически проводятся выставки. Состояние дома к 1979 году было настолько ветхим, что существовала опасность его обрушения. Реконструкция здания была проведена в 1984 году.